# Pochod naděje

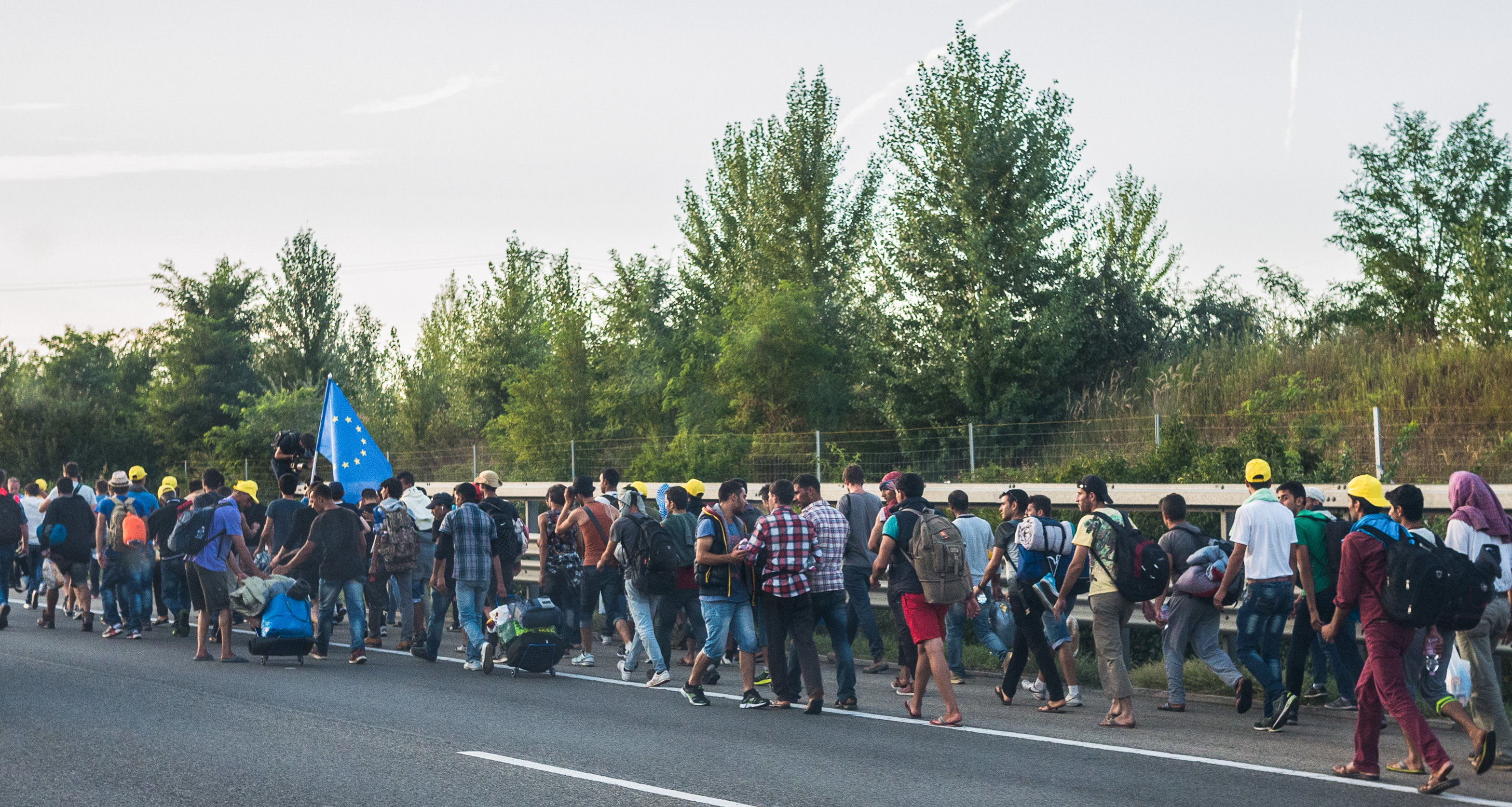
Pochod uprchlíků v odstavném pruhu

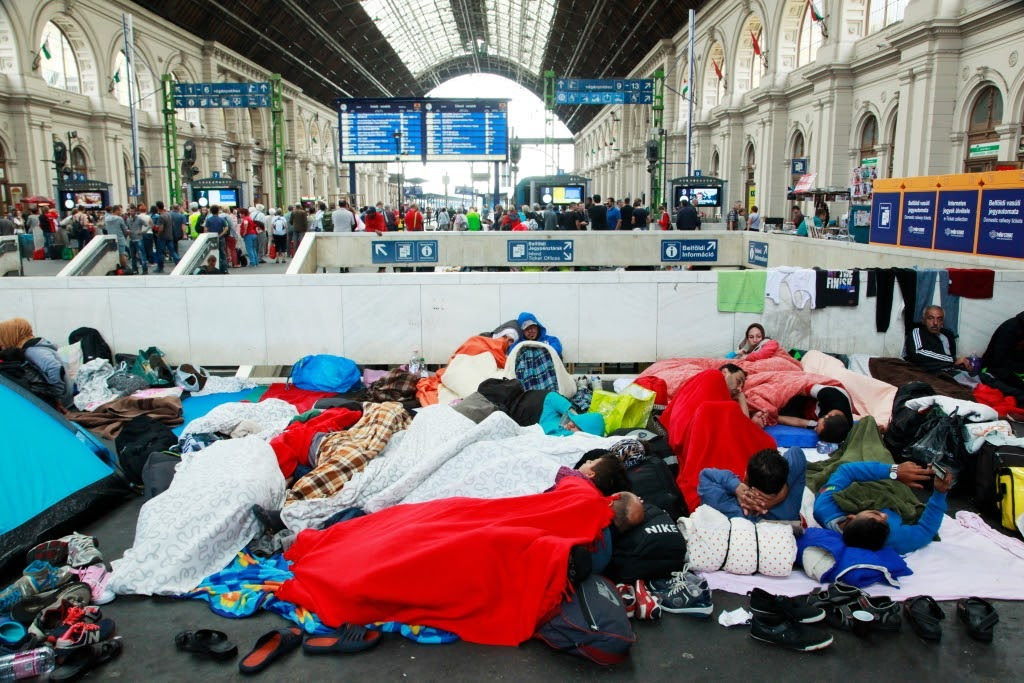
Nocující uprchlíci před pochodem na nádraží Keleti pályaudvar

Tzv. pochody naděje byly pochody uprchlíků z Maďarska do Rakouska na začátku září 2015.

## Důvody k pochodu
Na začátku září 2015 přicestoval značný počet imigrantů do maďarské metropole Budapešti, kde obsadili náměstí Baross tér před Východním nádražím, ve snaze pokračovat dále vlakem. Migranti měli dvě možnosti jak pokračovat dále do západní Evropy ₋ buď vlakem, nebo za pomoci pašeráků, kteří různými způsoby za nemalé peníze přepravují uprchlíky a ekonomické migranty do Rakouska, resp. Německa. Po smrti 71 uprchlíků, kteří se v blízkosti města Parndorf udusili ve vzduchotěsném nákladním prostoru, však mezi migranty drasticky opadl zájem cestovat do západní Evropy s pašeráky. Jedinou možností tak zůstala cesta vlakem. Maďarská policie, která se snažila příchod uprchlíků a ekonomických migrantů striktně regulovat tento problém vyřešila pomocí pasti; přistavila na nádraží Keleti vlak, který měl namířeno do Šoproně, ale všechny cestující uprchlíky nechala vyvést již v blízkosti města Bicske za Budapeští, kde je umístila do narychlo vybudovaného tábora. Provoz ostatních vlaků směřujících z Maďarska byl přerušen.
Uprchlíci se tak cítili ze strany maďarské policie podvedení a na náměstí Baross tér zahájili spontánní protest. Žádali Německo, aby jim zajistilo pomoc. 

## První pochod
První pochod naděje se uskutečnil dne 4. září 2015 z Budapešti. Jednalo se o 1 km dlouhou masu několika set až tisíc lidí.
Zbylí uprchlíci a migranti, kteří nenastoupili do tohoto vlaku, zjistili, že jim nezbývá již žádná možnost jak pokračovat ve své pouti do západní Evropy, a proto se dne 4. září 2015 vydali z nádraží Keleti pályaudvar pěšky směrem na západ. Jejich cesta, která vedla v Budapešti přes ulici Rákoczi út, Eliščin most a třídu Hegyalja út k dálnici směrem do Maďarska, byla mediálně ostře sledována. Uprchlíků, kterých se na cestu dne 4. září vydalo, bylo několik set až tisíc. Budapešť opustili po odstavném pruhu dálnice M1. Na několika místech tak byla policie nutná odklánět dopravu. Vzdálenost 180 km na Maďarsko-rakouskou hranici chtěli překonat za 5 dní.[zdroj?]
K hlavnímu proudu lidí se připojilo několik set dalších uprchlíků, kteří byli odvezeni do tábora ve městě Bicske. 
Ještě téhož večera rozhodla maďarská bezpečnostní rada že problematickou dopravní i bezpečnostní situaci vyřeší prostřednictvím autobusů. Před půlnocí skutečně dorazilo prvních šest autobusů budapešťského dopravního podniku před nádraží Keleti pályaudvar aby naložilo uprchlíky a migranty a odvezlo je do obce Hegyeshalom na hranici s Rakouskem. Celkem bylo nasazeno 95 autobusů, které přepravily několik set migrantů. Většina z nich nastoupila 27 km západně od Budapešti, kam stihli mezitím během celého dne dojít.
Uprchlíci byli dopraveni k bývalému hraničnímu přechodu u obce Hegyeshalom, kde přešli hranici směrem k první rakouské vesnici Nickelsdorf. Tam jim zajistili přístřeší pracovníci červeného kříže a policie.[zdroj?]

## Důsledky
Zpráva o mimořádném nasazení autobusů se velmi rychle roznesla ke všem migrantům v Maďarsku, především k těm, kteří ještě Budapešti nedosáhli. Ve městě Röszke na hranici se Srbskem, kde byl zřízen improvizovaný tábor na hranici se Srbskem, vedla k tomu, že se hned následujícího dne[zdroj?] několik set uprchlíků a migrantů rozhodlo tábor opustit. Maďarská policie jim v tomto nebránila, nicméně znemožnila pochod migrantů po odstavném pruhu dálnic a odkláněla je na vedlejší cesty. Migranti doufali, že vláda zajistí další mimořádné autobusy k zvládnutí situace. To však maďarští představitelé odmítli se slovy, že se jednalo o mimořádnou akci s cílem zabránit krizové situaci. Další autobusy se proto rozhodli nevypravovat.
Pochody z různých míst Maďarska na rakouskou hranici pokračovaly i v následujících dnech. Namísto autobusů dopravu imigrantů zajišťovaly malým počtem aut dobrovolníci z různých maďarských neziskových organizací.